# 須賀川城攻防戦
須賀川城攻防戦（すかがわじょうこうぼうせん）、または須賀川城の戦い（すかがわじょうのたたかい）は、天正17年（1589年）10月に佐竹氏・蘆名氏の弱体化に伴い伊達政宗が仙道支配のために二階堂氏の居城である須賀川城を攻撃した戦い。

## 背景
天正17年(1589年)6月伊達政宗は摺上原で勝利し、蘆名家を滅ぼした。政宗は、須賀川を支配しようと、同年9月には二階堂家の重臣に内通服属の密書を遣わした。
須賀川城主は、二階堂盛義亡き後、須賀川城主として8年にわたり、この地を治めていた阿南姫である。阿南姫は政宗の叔母であったため、政宗は、二階堂家の家臣を通して、阿南姫に和睦するよう求めたが、応じることはなかった。
ただし、当時の古文書によれば、「大乗院（阿南姫）が箭部義政・須田盛秀の両重臣を政務から排除することを企てたために政宗に寝返る家臣が続出している」（白河氏家臣・一休斎善通の書状）というものもある。また、箭部と須田の間でも対立があって早くから親伊達路線を取っていた箭部を政宗が評価し、政宗が箭部と対立する須田を追放するように阿南姫に要求したり、親伊達派の保土原行藤を介して説得しようとしたりしている。以上の経緯から須賀川城攻撃も二階堂氏家中で親伊達派に敵対する者、すなわち須田盛秀の目的としていた可能性が高い。このように、実際の二階堂家の内情は単純に親伊達・反伊達だけでは語れない側面もあったと推測されている。

## 経過
天正17年(1589年)10月21日、阿南姫は、城内に家臣や町民を集め、徹底抗戦を宣言する。これに対して、二階堂家の家臣である矢部伊予守は、政宗への降伏を進言した。しかし阿南姫は、政宗が二階堂氏の宿敵である田村氏に味方し共に攻めたことや、息子の二階堂盛隆が継いだ蘆名氏を滅ぼしたこと、また、自らが降伏することにより、佐竹氏にも攻撃が及ぶおそれがあり、これまでの恩に報いることができないとして、籠城することを訴えた。
阿南姫の甥である岩城常隆から竹貫重光が率いる弓隊500人と植田但馬守の鉄砲隊300人が、義理の兄弟である佐竹家から河井甲斐守率いる部隊200人が援軍として到着した。
10月26日未明、伊達政宗は大軍を率いて、山寺山王山の付近に本陣を構えた。伊達勢の新国貞通や白石宗実などが八幡崎・大黒石口より攻め込み開戦となった。須田盛秀や竹貫尚忠などが迎えうった。中でも竹貫の家臣・水野勘解由の強弓が活躍し、伊達勢に大きな打撃を与えた。
雨呼口では、大内定綱片平親綱兄弟が先陣を切り、伊達成実が押し寄せた。雨呼館の守将で、政宗に内通していた守屋俊重側近の織部と金平の兄弟に命じて、須賀川の町に火を放った。炎は延焼して、遂には須賀川城は炎に包まれ落城した。

## 松明あかし
松明あかしは須賀川の市民が江戸時代に旧暦の十月十日、この戦いで亡くなった人々を弔うため、「炬火(きょか)」を投げ合う行事が行われていた。この火祭りは、幾多の変遷を経て、二階堂家の戦死者のみならず、伊達家の戦死者を含めての鎮魂祭として現在は五老山で行なわれている。

## 結果

### 二階堂家
二階堂氏の重臣須田盛秀は、居城和田城を焼き払い佐竹氏の元へ落ち延びた。茂木城主となった盛秀には須賀川衆と呼ばれる旧二階堂家臣が付けられた。
落城の時、本丸にいた阿南姫は自害しようしたが、家臣たちに止められた後、城外に逃れ、仁井田から母である久保姫のいる杉目城に移ったが政宗の影響下から出るために、甥の岩城常隆の元に身を寄せた。しかし、常隆が亡くなると二階堂の旧臣が集う常陸の佐竹氏の元へ移った。
阿南姫は、慶長7年(1602年)、佐竹家の国替えに従い、秋田へ向かう途中病気になり、須賀川の長禄寺でその生涯を閉じた。

### 伊達家
戦後須賀川城は阿南姫の弟である石川昭光に与えられた。
天正18年(1590年)7月7日、矢田野義正の居城・大里城を伊達軍が攻めるが豊臣の奥州仕置までの間に落とせなかった。政宗は秀吉に旧二階堂領を没収された。また、石川氏、白河氏、留守氏が取り潰しとなった。政宗が岩出山に転封されると、昭光は松山城6,000石を賜わり、以後は伊達氏に属し、御一門筆頭の家格を与えられる。